# 齐建国
齐建国（1945年10月—），河北阜平人，中华人民共和国政治人物、外交官。
1969年7月，于北京外国语学院。先后任中国外交部亚洲司处长、外交部亚洲司政工参赞。2000年，接替李家忠，担任中华人民共和国驻越南大使。2006年，由胡乾文接任。2007年以后，曾任中越友好协会副会长、中国国际问题研究基金会亚太研究中心主任，兼职中国前外交官联谊会理事、外交学院兼职教授、广西民族大学客座教授。

## 荣誉

### 外国勋章奖章
- “为了体育事业”奖章（越南体育运动委员会，2006年2月9日颁发[3]）
- 友谊勋章（越南，2006年2月14日颁发[4]）
- “为了各民族友好合作事业”纪念章（越南友好组织联合会，2006年2月14日颁发[5]）
- “为了民族大团结事业”纪念章（越南祖国阵线，2006年2月17日颁发[6]）